# 高克勤
高克勤，北京大学地球与空间科学学院教授。入选中华人民共和国教育部第五批"长江学者"特聘教授，曾获得南加州大学地震研究中心奖学金、中国国家杰出青年科学基金。